# Beyond the Aggressives: 25 Years Later
Beyond the Aggressives: 25 Years Later es un documental estadounidense dirigido por Daniel Peddle. Es una secuela de la película de 2005 The Aggressives y vuelve a presentar historias basadas en el tema racial y LGBTI. El filme ganó un Premio GLAAD Media en 2024 al mejor documental.

## Sinopsis
La película es una secuela de The Aggressives (2005) y retoma las historias de vida de Kisha Batista, Trevon Haynes, Octavio Sanders y Chin Tsui. A pesar de haber sido asignados al género femenino al nacer, todos ellos se identifican con una expresión o identidad de género masculina. Tres de los protagonistas comparten su experiencia de transición de género en el documental, que fue filmado entre 2018 y 2023.

## Producción y estreno
Daniel Peddle, quien dirigió la original The Aggressives (2005), también se encargó de dirigir esta continuación. Sus productores ejecutivos fueron Robert A. Maylor, Tiq Milan, Stephen J. Friedman, Jacqueline Woodson, Kristen Wolf y Gerald Herman. Yvette Wojciechowski se encargó de la edición.
El 17 de octubre de 2023, la cadena Showtime adquirió los derechos de la película. Beyond the Aggressives tuvo su estreno mundial en NewFest el 18 de octubre de 2023. Se estrenó vía streaming en Showtime en la primavera de 2024.

## Recepción
El documental tuvo una acogida positiva por parte de la crítica. En Rotten Tomatoes tiene un 100% de aprobación con base en seis reseñas. Su resumen destaca que «el cineasta Daniel Peddle analiza la evolución del lenguaje, la cultura y la visibilidad de la comunidad trans en los últimos 25 años». Lisa Kennedy de Variety manifestó: «Si la secuela es decididamente auténtica, es porque el cuarteto sigue siéndolo. Ahora, en la madurez, los protagonistas se enfrentan a los obstáculos típicos de la edad adulta: pérdida de seres queridos, baches en las relaciones, sustos con la sanidad. Es ese minueto el que hace que la película sea a la vez específica y profundamente humana. Estos viajes no han sido fáciles, pero muchos de los retos son los propios de hacerse mayor y un poco más sabio».
En una crítica para IndieWire, Ryan Lattanzio comparó la secuela con el original, afirmando que 25 Years Later «está menos impregnado del dolor inherente a la homosexualidad después del milenio y desde entonces, y más animado por las alegrías de la expresión de género y de arrancarse a uno mismo de las ficciones de la institución». Sarah Boslaugh de The Arts Stl también lo comparó positivamente con el filme de 2005: «Es un gran paso adelante, técnicamente hablando, con respecto a The Aggressives, y ofrece algunas hermosas vistas de la ciudad de Nueva York, así como de las vidas queer que allí se viven».
Teo Bugbee incluyó a Beyond the Aggressives en su lista de filmes recomendados en el New York Times.

## Premios y reconocimientos
El filme ganó un Premio GLAAD Media en 2024 al mejor documental. El mismo año obtuvo una nominación a los Premios Dorian en la categoría de mejor documental o serie documental de temática LGBT.